# Гвіздська сільська рада
Гвіздська сільська рада — орган місцевого самоврядування у Надвірнянському районі Івано-Франківської області з адміністративним центром у с. Гвізд.

## Загальні відомості
Водоймища на території, підпорядкованій даній раді: річка Лукавець.

## Населені пункти
Сільській раді підпорядковані населені пункти:
- с. Гвізд — населення 3 860 ос.; площа 14,550 км²
- с. Млини — населення 248 ос.; площа 0,880 км²

## Склад ради
Рада складається з 14 депутатів та голови.

### Керівний склад ради
| ПІБ                                             | Основні відомості | Дата обрання          | Дата звільнення |
| ----------------------------------------------- | --- | --------------------- | --------------- |
| Кравчук Микола Ярославович                      | Сільський голова, 1967 року народження, освіта, безпартійний                                                                                   | 26.03.2006            | 31.10.2010      |
| Половко Василь Юрійович Кріцак Дмитро Федорович | Сільський голова, 1960 року народження, освіта вища, член політичної партії 'Наша Україна' сільський голова 1956 року народження ,безпартійний | 31.10.2010 31.10.2015 |                 |

Примітка: таблиця складена за даними джерела